# Colorado (Abangares)
Colorado è un distretto della Costa Rica facente parte del cantone di Abangares, nella provincia di Guanacaste.